# Rosa Anderson
Rosa Anderson, írói álneve: Rosa Kaulitz-Niedeck, lánykori neve: Rosa Kaulitz (Niedeck (ma Gleichen része), 1881. március 10. – 1973 után) német írónő.

## Élete
George Vincenz Kaulitz királyi végrehajtó lánya volt. Halle an der Saale-ben tanult, ezután a göttingeni  Schwertfegers Institut hallgatója lett. Több irodalmi társaság tagja volt. Göttingen után a Bonni Egyetem hallgatója lett. Első irodalmi munkáit 17 éves korában publikálta. Országos hírnévre az első világháború kitörésének évében megjelent munkájával tett szert, a mű címe Wie können sich die Frauen in der Kriegszeit nützlich machen? (Hogyan tehetik magukat hasznossá a nők a háborús időben). Férje a Baltikumból származott szerkesztő, Ernst Anderson volt, aki Gießenben és Bonnban tevékenykedett, s a Trierer Zeitung munkatársa volt. Rosa Anderson férje 1930-ban hunyt el. Az írónő házasságkötése után is általában lánykori nevén publikált, amelyhez születési helyét is hozzáadta. 1921-től férje birtokán élt Észtországban, Hapsalban, 1939-ben költözött Hamburgba.
Halálának pontos ideje nem ismert.

## Válogatott munkái
- Der alte Bonner Friedhof und seine berühmtesten Gräber, Bonn, [1910]
- Wie können sich die Frauen in der Kriegszeit nützlich machen? Trier, 1914 (Rosa Anderson néven)
- Die geele Box. Goethes Erlebnisse in Trier, Berlin, 1924
- Das Dichtergrab auf Ösel. Ein Buch für Freunde und Verehrer von Walter Flex. Mit einem Feldpostbrief von Walter Flex. Als Anhang: Deutsche Soldatengräber an Ösel, Heilbronn, 1926
- Die Mara. Das Leben eine berühmten Sängerin, Heilbronn, 1929
- Hapsal. Ein nordisches al fresco, Reval, 1930
- Aus der dritten Zone. Erlebnisse und Bilder aus der Besatzungszeit, Pritzwalk, 1930
- Die Vergessenen von der Insel, Hamburg, 1946

## Fordítás
- Ez a szócikk részben vagy egészben  a   Rosa Anderson című német Wikipédia-szócikk ezen változatának fordításán alapul.  Az eredeti cikk szerkesztőit annak laptörténete sorolja fel. Ez a jelzés csupán a megfogalmazás eredetét és a szerzői jogokat jelzi, nem szolgál a cikkben szereplő információk forrásmegjelöléseként.